# Flickr
Flickr è un sito web multilingua, di proprietà di SmugMug, che permette agli iscritti di condividere fotografie personali.

## Storia
Flickr è stato sviluppato dalla Ludicorp, una compagnia canadese di Vancouver fondata nel 2002 da Stewart Butterfield e Caterina Fake. Il termine viene dall'inglese "flicker", che significa "tremolare", o "sfavillare". Nel marzo del 2005, sia la Ludicorp che Flickr sono stati comprati da Yahoo!: i server, quindi, sono stati trasferiti dal Canada agli Stati Uniti. Il 16 maggio 2006 Flickr conclude la fase di sviluppo beta, definendosi in stato "gamma", ossia non più in fase di prova ma in stato di perpetua evoluzione.
Il 29 dicembre 2006 sono stati ritoccati i limiti portando a 100 MB al mese (dai precedenti 20 MB) per gli account gratuiti ed a 2 GB al mese per gli utenti a pagamento. Nel gennaio 2007 Flickr ha completato la migrazione alla piattaforma Yahoo! facendo trasferire forzatamente i vecchi utenti con account aperto prima dell'acquisizione del 2005 ad un account della piattaforma Yahoo!. Nel giugno 2007 Flickr ha concluso anche la sua fase Gamma, sostituendo la dicitura Gamma con "Flickr LOVES YOU".
In concomitanza, il servizio, precedentemente disponibile solo in lingua inglese, viene localizzato in diverse lingue, fra cui l'italiano; nello stesso mese ha anche inaugurato un sistema di censura guidato dagli utenti per filtrare le fotografie considerate potenzialmente controverse. Nell'aprile 2008 Flickr ha introdotto la possibilità, solo per gli utenti a pagamento, di caricare video della durata massima di 90 secondi e di dimensione massima di 150 MB. Nel maggio 2013 Flickr ha presentato un layout aggiornato, aggiungendo funzionalità aggiuntive e portando lo spazio a disposizione per gli account gratuiti a 1 TB. È stata inoltre aggiornata l'applicazione Android.
Nell'aprile 2018 viene ceduto dal gruppo Verizon (già proprietario di Yahoo) al servizio SmugMug.
Il primo novembre 2018 Flickr annuncia nuove restrizioni per i suoi utenti. Dall'8 gennaio 2019, agli utenti non paganti, ai quali era stato precedentemente data la possibilità di caricare fino a 1 TB di immagini, è imposto il limite di 1000 foto, contestualmente la quota di iscrizione passa da 14$ a 50$ l'anno. Il 12 marzo 2019 Flickr inizia la cancellazione delle foto più vecchie dagli account gratuiti che eccedono il limite di 1000. Come conseguenza di queste iniziative, Flickr ha riscontrato un notevole calo di popolarità. 

## Utilizzo del servizio
L'utilizzo del servizio negli anni è cambiato parecchio. Inizialmente nato come strumento per ospitare le proprie immagini da pubblicare su altri siti, ha avuto grande successo grazie al fenomeno dei blog. In seguito si è evoluto, diventando esso stesso una comunità virtuale grazie ai gruppi tematici ed ai forum; anche grazie alla crescita tecnologica ed al largo numero di strumenti fotografici, viene utilizzato per raccogliere la digigrafia della propria vita e rimanere aggiornati su quella dei propri conoscenti ed amici.

### Organizzazione delle fotografie
Una caratteristica di questo sito è la possibilità di organizzare con semplicità grosse quantità di foto scattate con diversi strumenti fotografici (smartphone, macchina digitale compatta, webcam, reflex, macchine fotografiche analogiche) direttamente attraverso applicazioni online, nel web browser, via MMS o e-mail subito dopo aver scattato la foto. Le fotografie vengono catalogate ed indicizzate attraverso parole chiave e tag, oltre che per luogo di scatto.

### Controllo dell'accesso
Il sito permette di controllare chi ha il diritto di vedere le foto, rendendo le proprie foto pubbliche o private. All'interno della categoria "privata" è possibile distinguere quelle che possono essere visualizzate dai contatti considerati amici, solo dai familiari oppure solo da sé stessi.

### Censura e controllo dei contenuti
Flickr implementa un sistema di filtraggio per le fotografie potenzialmente controverse e volgari.
Il sistema permette agli utenti di giudicare e segnalare un'immagine come sicura, ristretta o da censura. In questo modo, gli utenti possono scegliere se visualizzare, durante la navigazione, tutte le immagini oppure solo quelle "sicure", a seconda della propria sensibilità.
In concomitanza con questa possibilità, gli utenti registrati in Germania, Singapore, Hong Kong e Corea sono stati automaticamente impostati a non poter vedere contenuti ristretti e censurati per via di alcune leggi molto restrittive sulla protezione dei minorenni. Molti utenti hanno protestato per questa censura forzata. Il management di Flickr ha accolto parzialmente le richieste degli utenti tedeschi permettendo loro l'accesso ad immagini giudicate "moderate", ma non a quelle "censurate" e promettendo un futuro sistema per la verifica della maggiore età degli utenti tedeschi.